# 4099 Wiggins
4099 Wiggins eller 1988 AB5 är en asteroid i huvudbältet som upptäcktes den 13 januari 1988 av den belgiske astronomen Henri Debehogne vid La Silla-observatoriet. Den är uppkallad efter den amerikanske astronomen Patrick Wiggins.
Asteroiden har en diameter på ungefär 7 kilometer och den tillhör asteroidgruppen Maria.